# Lăng Chấn
Lăng Chấn, tên hiệu Oanh Thiên Lôi (tiếng Trung: 轟天雷), là một nhân vật hư cấu trong tiểu thuyết cổ điển Trung Quốc Thủy hử. Ông là một trong 72 Địa Sát Tinh của 108 anh hùng Lương Sơn Bạc.

## Xuất thân
Lăng Chấn quê ở Yên Lăng. Ông là một chuyên gia trong việc chế tạo hoả pháo và thuốc súng nên có tên hiệu nghĩa là Tiếng sét vang trời. Lăng Chấn cũng giỏi võ nghệ và cung nỏ. Ông giữ chức phó sứ kho giáp trượng cho triều đình.

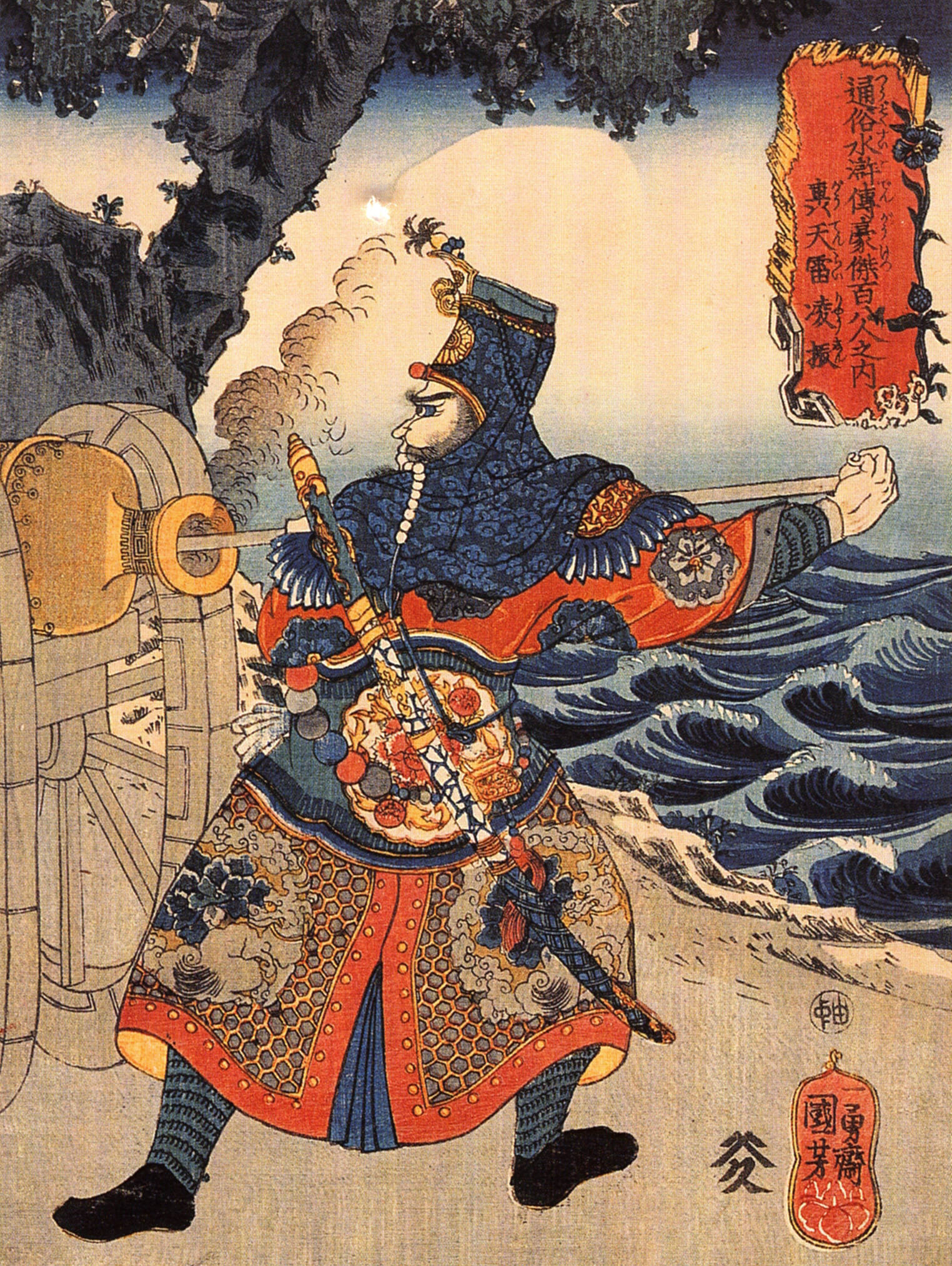
Lăng Chấn được biết đến là một chuyên gia chế tạo hỏa pháo và thuốc súng.

## Gia nhập Lương Sơn Bạc
Tống Huy Tông cử Hô Diên Chước lãnh đạo quân triều đình, với Hàn Thao và Bành Dĩ làm phó tướng đến đánh dẹp thảo khấu ở Lương Sơn Bạc. Ban đầu, Hô Diên Chước giành thắng lợi khi sử dụng ngựa liên hoàn. Tuy nhiên, Bành Dĩ bị bắt và đầu hàng quân Lương Sơn. Hô Diên Chước biết tài của Lăng Chấn, lại thấy Lương Sơn Bạc bốn mặt toàn nước, khó đánh theo đường bộ nên xin triều đình cử Lăng Chấn ra trận, dùng hoả pháo để tấn công. Lăng Chấn mang theo pháo, thuốc súng đến và dựng các giá súng ở bờ nước để bắn vào Lương Sơn Bạc.
Ngô Dụng đưa ra kế hoạch đối phó Lăng Chấn. Ông lệnh cho thủy quân Lương Sơn lên bờ, phá hoại các giá pháo, dụ Lăng Chấn xuống sông cướp thuyền. Lăng Chấn mắc mưu, khi cướp thuyền thì thuyền bị đục thủng, lật úp và cuối cùng ông bị bắt. Tống Giang đối xử với Lăng Chấn một cách tôn trọng và thuyết phục ông thành công gia nhập Lương Sơn Bạc với tôn chỉ "thế thiên hành đạo".

## Sau khi chiêu an
Khi phân định ngôi thứ ở Lương Sơn Bạc, Lăng Chấn trở thành đầu lĩnh chuyên chế tạo hoả pháo. Sau khi nhận chiêu an, ông cùng các đầu lĩnh tham gia các chiến dịch đánh dẹp quân Liêu và các lực lượng khác chống đối triều đình nhà Tống. Trong chiến dịch đánh Phương Lạp, hoả pháo của Lăng Chấn bắn vào thành trì đối phương và gây ra sự hỗn loạn. Các anh hùng Lương Sơn tận dụng ưu thế đó để tấn công và chiếm thành trì.
Lăng Chấn là một trong những đầu lĩnh sống sót trở về. Ông được triều đình phong cho chức quan ở Hoả dược cục, chuyên chế tạo hoả pháo, vũ khí nổ.

## Trong Đãng Khấu chí
Tại hồi 56, Lương Sơn bị quân của Từ Hổ Lâm bao vây hơn 1 năm trời, Ngô Dụng muốn giải vây nên lệnh Lăng Chấn, Thạch Dũng và Trương Khôi trà trộn vào Vận Thành chôn địa lôi và phối hợp với quân Gia Tường đánh phá Vận Thành. Địa lôi đã chôn xong, chỉ chờ quân Gia Tường đến. Nào ngờ đâu kế hoạch bị lộ, Thạch Dũng bị bắt, Lăng Chấn trốn xuống địa đạo, rồi châm lửa. Địa lôi phát nổ, tường thành đổ mấy trượng, gạch đá tung tận trời xanh, trong thành hoảng loạn, chỉ tiếc là quân Gia Tường chưa đến. Lăng Chấn đã quên mình trong địa đạo.